# Condado de Uintah
O Condado de Uintah é um dos 29 condados do Estado norte-americano do Utah. A sede do condado é Vernal, que é também a sua maior cidade. O condado possui uma área de 11 652 km², uma população de 40 735 habitantes, e uma densidade populacional de 3,5 hab/km² (segundo o censo nacional de 2000). O condado foi fundado em 1880.